# Regione di Tiris-Zemmour
La regione di Tiris-Zemmour (in arabo: ولاية تيرس زمور) è una regione (wilaya) della Mauritania con capitale Zouérat.
La regione è suddivisa in 3 dipartimenti (moughataas), con un solo comune per dipartimento:
- Birmoguren
- F'Derick
- Zouérat